# Karin Høj
Karin Høj er en danskregistreret selvsejlende pram bygget i 1977, med hjemmehavn i Horsens. Karin Høj var involveret i en skibsulykke i Bornholmsgattet mellem Kåseberga og Rønne den 13. december 2021 klokken 03:30.
 Karin Høj blev ramt af det engelskregistrerede fragtskib Scot Carrier, hvor Karin Høj kæntrede med to personer om bord.
Redningsaktionen var omfattende med omkring 10 både fra Søredningen og Kystvagten, også fly og helikoptere deltog i eftersøgningen af besætningen. Under dykning blev én person fundet død ombord i en kahyt på skibet. En person savnes stadigvæk.
To personer på Scot Carrier blev anholdt med det samme. Den ene blev løsladt efter afhøring, den anden er pr. december 2021 varetægtsfængslet under mistanke for at have forvoldt en andens død, grov uagtsomhed i søtrafik og spiritussejlads.
Det britiske besætningsmedlem, der har siddet varetægtsfængslet i Trelleborg siden 15. december 2021, fik afvist sin ankesag i både appelretten og højesteret, og blev i februar 2022 udleveret til Danmark til den kommende retssag. Ved Københavns Byrets dom den 16. juni 2022 blev styrmanden i dømt 1½ års fængsel for uagtsomt manddrab.